# Irva
Irva (rusky Ирва) je řeka v Republice Komi v Rusku. Je 174 km dlouhá. Povodí má rozlohu 2260 km².

## Průběh toku
Teče přes zalesněnou rovinu. Říční údolí je hodně členité. Je to levý přítok Mezeně.

## Vodní stav
Zdroj vody je smíšený s převahou sněhového.